# Claas Douwes
Claas Douwes  was een Nederlands organist en muziekonderwijzer, die leefde rond het jaar 1700.
In 1667 werd hij, afkomstig uit Hennaard aangesteld als schoolmeester te Tzum, maar was er tevens organist van de Johanneskerk en dorpsrechter. In 1690 bouwde hij zelf in de kerk te Tzum een pijporgel, dat de kerk in 1717 van hem overnam voor 250 carolus guldens. Ze verkocht het weer en liet rond 1760 een nieuw orgel plaatsen door Gerard Stevens en afbouw onder leiding van Albertus Antoni Hinsz.
In 1699 verscheen van hem bij drukker Adriaan Heins in Franeker: Grondig ondersoek van de Toonen der Musijk (waarin van de wijdte of grootheid van Octaven, Quinten, Quarten en Tertiën, heele en halve Toonen, onvolmaakte en valsche spetiën, geoorloofde 'tzamenvoeging van Octaven, Quinten, Quarten en Tertiën, en van het berekenen, stellen en behandelen van Orgels, Clavecimbels, Fioolen, Fluiten, Schalmeijen, Haubois, Trompetten etc.)
- Bibliothèque nationale de France: cb12765591m (data)
- International Standard Name Identifier: 0000 0001 0890 0706
- Library of Congress Control Number: no93011396
- Virtual International Authority File: 39503425
- WorldCat: E39PBJrcppVcgccMq69dPPDjG3